# Мачинська битва
Мачинська битва — остання велика битва російсько-турецької війни 1787—1792 років, яка відбулась 28 червня (9 липня) 1791 року в районі міста Мачин (тепер Мечин, Румунія), на правому березі Дунаю.

## Передумови
На початку кампанії 1791 року російські війська отримали завдання розгорнути бойові дії за Дунаєм. Намагаючись не допустити переходу російських військ за Дунай, турецьке командування зосередило в районі Мачина та Бадабага великі сили (80 000 чоловік), якими командував великий візир Юсуф-паша, з наміром самим перейти в наступ.
Командувач російської армії М. В. Репнін вирішив випередити противника та завдати удару по мачинському угрупованню, яке розташовувалось в укріпленому таборі поблизу Мачина. Для цього російські війська у складі 3 корпусів (30 000 чоловік, 78 гармат) 23-26 червня (4-7 липня) переправились через Дунай поблизу Галаца.
Задача правофлангового корпуса С. Ф. Голіцина полягала в демонстративних діях перед фронтом противника. На лівофланговий корпус М. І. Кутузова покладалась задача завдати удару по правому флангу противника. Корпус Г. С. Волконського, що діяв у центрі, повинен був убезпечити фланг корпуса Кутузова. Для убезпечення тилу зі сторони Браїлова Репнін використав Дунайську флотилію під командуванням де Рібаса.

## Хід битви

Карта Мачинської битви

Здійснивши нічний 32-кілометровий марш 4-ма колонами, російські війська на світанку 28 червня (9 липня) розгорнулись та почали наступ відповідно до плану. Турецькі війська, помітивши російські корпуси поблизу свого табору, здійснили відчайдушні спроби затримати їх та ударами з фронту та тилу розгромити корпуси поодинці. Проте всі контратаки турецьких військ були відбиті. Правофланговий корпус Голіцина оволодів укріпленнями поблизу міста, центральний корпус Волконського захопив турецький укріплений табір, а корпус Кутузова своєю кавалерією завдав вирішального удару по правому флангу противника, після чого турецькі війська почали безладний відступ на Гірсово, де за озером Мачин знаходився другий укріплений табір, до якого підходили решта військ великого візира.
Кутузов організував переслідування та захопив другий укріплений табір. Відступаючи в паніці, турецькі війська потягнули за собою й ті сили, що йшли їм на допомогу.
Запекла битва тривала 6 годин. В її ході Дунайська флотилія атакувала турецьку та знищила 6 кораблів противника.

## Наслідки
Російські війська здобули повну перемогу. Противник втратив до 4 000 вбитими та 35 гармат, росіяни — 600 чоловік.
Поразка турків біля Мачина та розгром турецького флоту при Каліакрії 31 липня (11 серпня) Ф. Ф. Ушаковим прискорили закінчення війни та підписання вигідного для Росії Ясського мирного договору.